# Паттон, Роберт Миллер
Роберт Миллер Паттон (англ. Robert M. Patton) (10 июля 1809 — 28 февраля 1885) — американский плантатор и политик, член сената штата Алабама, который был избран 20-м губернатором штата в период Конгрессиональной реконструкции.

## Ранние годы
Роберт Паттон родился в Вирджинии, в округе Расселл, в семье Уильяма Паттона и Марты Ли Паттон (урождённой Хейс); его отец родился в Лондондерри  в Северной Ирландии в 1778 году и переехал в США в 1791 году. В 1818 году он переехал в Хантсвилл и стал плантатором. Роберт провёл своё детство в округе Лодердейл на плантации Свитуотер. Он учился в Академии Грин в Хантсвилле, единственной на то время академии в Алабаме. Говорили, что после обучения ему поручили управлять первым коттон-джином в Алабаме. В 1829 году он переехал во Флоренс, где вскоре стал владельцем плантации в 4000 акров земли, и собственником 300 рабов. В 1832 году он был избран в легислатуру штата от вигов округа Лодердейл. В том же году, 31 января, он женился на Джейн Лок, дочери генерала Джона Брэна. В легислатуре ему пришлись служить и с палате представителей и в сенате, и он дважды избирался президентом сената.
Паттон занимал должность президента сената, когда начиналась Гражданская война. ОН был участником конвента Демократической партии в Чарлстоне в 1860 году и участником конвента Алабамы, который принял постановление о сецессии штата. Он был противником сецессии, и на президентских выборах 1860 года голосовал за Стивена Дугласа, но когда война всё же началась, он поддержал военные усилия штата. Трое из его сыновей вступили в армию, и двое погибли на войне. Он был делегатом от округа Лодердейл на конституционном конвенте 1865 года, который разработал новую конституцию Алабамы. Когда прошли выборы губернатора по новой конституции, Паттон смог победить конкурентов: полковника Булгера и судью Уильяма Смита и стал 20-м губернатором Алабамы.

## Губернатор Алабамы
13 декабря 1865 года прошла инаугурация губарнатора Паттона. Через несколько дней легислатура штата приняла 13-ю поправку и отправила конгрессиональныю делегацию а Вашингтон, но она не была признана Конгрессом. В апреле 1866 года Конгресс принял Закон о гражданских правах, который гарантировал равные права всем гражданам страны независимо от расы. На основании этого закона была разработана 14-я поправка к Конституции США, которую передали на ратификацию штатам. Сначала Паттон высказывался против ратификации поправки, но вскоре понял, что это единственный способ добиться принятия штата обратно в Союз. Однако, легислатура вопреки его советам отказалась ратифицироаать поправку, поэтому в марте 1867 году Алабаму вернули под военное управление. Она была включена в 3-й военный округ под командованием Джона Поупа. Паттон остался лишь номинальным главой Алабамы, вся реальная власть оказалась в руках Уэгера Суэйна, с которым Патону, однако, удалось наладить гармоничные отношения.

## Дети
- Джон Брэн Паттон (1833–1905), капитан армии Конфедерации
- Уильям Андерсон Паттон (1837–1862), второй лейтенант  армии Конфедерации, погиб в сражении при Шайло
- Мэри Джейн Паттон (1840–1908), замужем за Джоном Макдэвидом, мать Роберта Макдэвида[англ.]
- Мэтти Хэйс Паттон (1842–1933), замужем за Джоном Уиденом, полковником 49-го Алабамского пехотного полка.
- Роберт Уикли Паттон (1844–1865), погиб в боях у Сельмы в апреле 1865 года.
- Джон Симпсон Паттон (1847–1849)
- Чарльз Хэйс Патон (1850–1891)
- Эндрю Бирн Паттон (1855–1883)